# ATK 2019-2020
Questa voce raccoglie le informazioni riguardanti l'ATK nelle competizioni ufficiali della stagione 2019-2020.

## Maglie e sponsor
| Casa | Trasferta | Terza |

## Organigramma societario

### Staff tecnico
- Antonio López Habas - Allenatore
- Ben Garner - Vice allenatore
- Sanjoy Sen - Vice allenatore
- Bobby Mimms - Allenatore dei portieri
- Avinandan Chatterjee - Fisioterapista
- Noel Augustine - Fisioterapista
- Djair Miranda Garcia - Preparatore atletico
- Avishek Bhattacharjee - Direttore tecnico

## Rosa
| N. |                        | Ruolo | Calciatore          |
| -- | ---------------------- | ----- | ------------------- |
| 1  | India (bandiera)       | P     | Dheeraj Singh       |
| 2  | India (bandiera)       | D     | Sumit Rathi         |
| 4  | Inghilterra (bandiera) | D     | John Johnson        |
| 5  | India (bandiera)       | D     | Anil Chawan         |
| 6  | India (bandiera)       | D     | Ricky Lallawmawma   |
| 7  | India (bandiera)       | C     | Komal Thatal        |
| 8  | Irlanda (bandiera)     | C     | Carl McHugh         |
| 9  | Australia (bandiera)   | A     | David Joel Williams |
| 10 | Spagna (bandiera)      | A     | Edu García          |
| 13 | India (bandiera)       | P     | Avilash Paul        |
| 14 | Spagna (bandiera)      | D     | Agustín             |
| 15 | India (bandiera)       | A     | Balwant Singh       |
| 16 | India (bandiera)       | A     | Jayesh Rane         |
| 17 | India (bandiera)       | C     | Pronay Halder       |
| 18 | Australia (bandiera)   | C     | Dario Vidošić       |
| 19 | Spagna (bandiera)      | C     | Javi Hernández      |
| 20 | India (bandiera)       | D     | Pritam Kotal        |

| N. |                  | Ruolo | Calciatore           |
| -- | ---------------- | ----- | -------------------- |
| 21 | Figi (bandiera)  | A     | Roy Krishna          |
| 22 | India (bandiera) | A     | Jobby Justin         |
| 23 | India (bandiera) | C     | Michael Soosairaj    |
| 24 | India (bandiera) | D     | Salam Ranjan Singh   |
| 25 | India (bandiera) | C     | Michael Regin        |
| 26 | India (bandiera) | C     | Sehnaj Singh         |
| 28 | India (bandiera) | D     | Ankit Mukherjee      |
| 29 | India (bandiera) | P     | Arindam Bhattacharya |
| 30 | India (bandiera) | D     | Anas Edathodika      |
| 31 | India (bandiera) | P     | Lara Sharma          |
| 33 | India (bandiera) | D     | Prabir Das           |
| 65 | India (bandiera) | D     | Sena Ralte           |
|    | India (bandiera) | D     | Boris Singh Thangjam |
|    | India (bandiera) | D     | Brandon Green        |
|    | India (bandiera) | C     | Raghav Gupta         |
|    | India (bandiera) | C     | Hitesh Sharma        |

## Calciomercato
| Acquisti | Acquisti             | Acquisti           | Acquisti      |
| R.       | Nome                 | da                 | Modalità      |
| -------- | -------------------- | ------------------ | ------------- |
| P        | Avilash Paul         |                    |               |
| P        | Arindam Bhattacharya |                    |               |
| P        | Lara Sharma          | ATK B              | Definitivo    |
| P        | Dheeraj Singh        | Kerala Blasters    | Definitivo    |
| D        | Sumit Rathi          |                    |               |
| D        | John Johnson         |                    |               |
| D        | Anil Chawan          | ATK B              | Definitivo    |
| D        | Ricky Lallawmawma    |                    |               |
| D        | Agustín              | Nea Salamis        | Definitivo    |
| D        | Pritam Kotal         |                    |               |
| D        | Salam Ranjan Singh   | East Bengal        | Definitivo    |
| D        | Ankit Mukherjee      |                    |               |
| D        | Anas Edathodika      | Kerala Blasters    | Definitivo    |
| D        | Prabir Das           |                    |               |
| D        | Sena Ralte           |                    |               |
| D        | Boris Singh Thangjam | Indian Arrows      | Fine prestito |
| D        | Brandon Green        |                    |               |
| C        | Komal Thatal         |                    |               |
| C        | Carl McHugh          | Motherwell         | Definitivo    |
| C        | Pronay Halder        |                    |               |
| C        | Dario Vidošić        | Melbourne City     | Definitivo    |
| C        | Javi Hernández       | KS Cracovia        | Definitivo    |
| C        | Michael Soosairaj    | Jamshedpur         | Definitivo    |
| C        | Michael Regin        | Chennai City       | Definitivo    |
| C        | Sehnaj Singh         | Mumbai City        | Definitivo    |
| C        | Raghav Gupta         |                    |               |
| C        | Hitesh Sharma        |                    |               |
| A        | David Joel Williams  | Wellington Phoenix | Definitivo    |
| A        | Edu García           |                    |               |
| A        | Balwant Singh        |                    |               |
| A        | Jayesh Rane          |                    |               |
| A        | Roy Krishna          | Wellington Phoenix | Definitivo    |
| A        | Jobby Justin         | East Bengal        | Definitivo    |

| Cessioni | Cessioni          | Cessioni    | Cessioni   |
| R.       | Nome              | a           | Modalità   |
| -------- | ----------------- | ----------- | ---------- |
| P        | Debjit Majumder   | Mohun Bagan | Prestito   |
| D        | Ricky Lallawmawma |             | Svincolato |
| C        | Cavin Lobo        | ATK B       | Definitivo |
| C        | Sheikh Faiaz      | Mohun Bagan | Prestito   |

### Mercato invernale
| Acquisti | Acquisti      | Acquisti       | Acquisti   |
| R.       | Nome          | da             | Modalità   |
| -------- | ------------- | -------------- | ---------- |
| D        | Mandi         |                | Svincolato |
| A        | Víctor Mongil | Dinamo Tbilisi | Definitivo |

| Cessioni | Cessioni     | Cessioni    | Cessioni   |
| R.       | Nome         | a           | Modalità   |
| -------- | ------------ | ----------- | ---------- |
| P        | Avilash Paul | Mohun Bagan | Prestito   |
| D        | John Johnson |             | Svincolato |
| C        | Carl McHugh  |             | Svincolato |

## Risultati

### Indian Super League
| Arbitro: | C. Srikrishna |

|                                |           |                |
| Bartholomew Ogbeche 30’ (Rig.) | Marcatori | 6’ Carl McHugh |

| Arbitro: | Bora U. |

|                                                         |           |  |
| Williams 26’, 44’ Roy Krishna 28’ Edu García 88’, 90+5’ | Marcatori |  |

| Arbitro: | Saha R. |

|  |           |                    |
|  | Marcatori | 49’ David Williams |

| Arbitro: | Kumar Gupta R. |

|                                                |           |                          |
| Roy Krishna 57’ (Rig.), Rig.’ Edu García 90+4’ | Marcatori | 85’ (Rig.) Sergio Castel |

| Nuova Delhi 24 novembre 2019, ore 19:00 UTC+5:30 5ª giornata | Odisha     | 0 – 0 referto | ATK | Jawaharlal Nehru Stadium\| Arbitro: \| Crystal J. \| |
| Arbitro:                                                     | Crystal J. |               |     |                                                      |

| Arbitro: | Kumar Gupta R. |

|                                         |           |                                        |
| Michael Soosairaj 38’ Roy Krishna 90+6’ | Marcatori | 62’ Pratik Chowdhary 90+3’ Serge Kevyn |

| Arbitro: | Al Khudair T. |

|  |           |                                                |
|  | Marcatori | 11’ David Joel Williams 35’, 90+4’ Roy Krishna |

| Arbitro: | Bora U. |

|                                        |           |                  |
| Mourtada Fall 60’ Ferran Corominas 66’ | Marcatori | 64’ Jobby Justin |

| Arbitro: | Nathan S. |

|               |           |                            |
| Bobô 39’, 85’ | Marcatori | 16’ (Rig.) 90’ Roy Krishna |

| Arbitro: | Venkatesh R. |

|                         |           |  |
| David Joel Williams 47’ | Marcatori |  |

| Arbitro: | Meetei A. |

|  |           |                                         |
|  | Marcatori | 30’ Pronay Halder 43’ Michael Soosairaj |

| Arbitro: | Meetei A. |

|  |           |                        |
|  | Marcatori | 70’ Holicharan Narzary |

| Arbitro: | Kasymov S. |

|                                  |           |  |
| Pritam Kotal 47’ Jayesh Rane 88’ | Marcatori |  |

| Arbitro: | Crystal J. |

|                     |           |  |
| Balwant Singh 90+5’ | Marcatori |  |

| Arbitro: | Arumughan R. |

|  |           |                                    |
|  | Marcatori | 2’, 75’ Roy Krishna 59’ Edu García |

| Arbitro: | Meetei A. |

|                           |           |                 |
| Roy Krishna 49’, 60’, 63’ | Marcatori | 67’ Manuel Onwu |

| Arbitro: | Aljaafari M. T. |

|                 |           |                                                               |
| Roy Krishna 40’ | Marcatori | 7’ Rafael Crivellaro 40’ André Schembri 90+5’ Nerijus Valskis |

| Arbitro: | Aljaafari M. T. |

|                                       |           |                                      |
| Dimas Delgado 18’ Kevaughn Frater 35’ | Marcatori | 86’ Edu García 90’ Michael Soosairaj |

### Semifinali
| Arbitro: | Aljaafari M. T. |

|                   |           |  |
| Deshorn Brown 31’ | Marcatori |  |

| Arbitro: | Hasan Ebrahim A. |

|                                                |           |                      |
| Roy Krishna 30’ David Joel Williams 63’ (Rig.) | Marcatori | 5’ Ashique Kuruniyan |

### Finale
| Arbitro: | Kasymov S. |

|                                          |           |                     |
| Javi Hernández 10’, 90+4’ Edu García 48’ | Marcatori | 69’ Nerijus Valskis |

| ATK | Chennaiyin |

|                     |    |                      |       |         |           |
|                     |    |                      |       |         |           |
| GK                  | 29 | Arindam Bhattacharya |       |         |           |
| CB                  | 20 | Pritam Kotal         |       |         |           |
| CB                  | 4  | John Johnson         |       |         |           |
| CB                  | 2  | Sumit Rathi          |       |         |           |
| RM                  | 33 | Prabir Das           |       |         |           |
| CM                  | 19 | Javi Hernández       | 90+4’ |         | 10’ 90+4’ |
| CM                  | 25 | Michael Regin        | 59’   | 66’     |           |
| CM                  | 10 | Edu García           |       |         | 48’       |
| LM                  | 23 | Michael Soosairaj    |       |         |           |
| CF                  | 21 | Roy Krishna (c)      |       | 40’     |           |
| CF                  | 9  | David Joel Williams  |       |         |           |
| A disposizione:     |    |                      |       |         |           |
| MF                  | 17 | Pronay Halder        |       | 66’     |           |
| FW                  | 22 | Jobby Justin         |       |         |           |
| MF                  | 18 | Víctor Mongil        |       | 84’     |           |
| FW                  | 16 | Jayesh Rane          |       |         |           |
| GK                  | 1  | Dheeraj Singh        |       |         |           |
| FW                  | 15 | Balwant Singh        |       |         |           |
| DF                  | 3  | Mandi                | 51’   | 40’ 84’ |           |
| Allenatore          |    |                      |       |         |           |
| Antonio López Habas |    |                      |       |         |           |

|                 |    |                       |     |     |     |
|                 |    |                       |     |     |     |
| GK              | 31 | Vishal Kaith          |     |     |     |
| RB              | 26 | Laldinliana Renthlei  |     |     |     |
| CB              | 13 | Eli Sabiá             | 88’ |     |     |
| CB              | 6  | Lucian Goian (c)      |     |     |     |
| LB              | 18 | Jerry Lalrinzuala     |     |     |     |
| CM              | 28 | Germanpreet Singh     | 5’  | 22’ |     |
| CM              | 15 | Anirudh Thapa         |     |     |     |
| RM              | 27 | André Schembri        |     | 76’ |     |
| OM              | 50 | Rafael Crivellaro     |     |     |     |
| LM              | 7  | Lallianzuala Chhangte |     |     |     |
| CF              | 9  | Nerijus Valskis       |     |     | 69’ |
| A disposizione: |    |                       |     |     |     |
| FW              | 24 | Rahim Ali             |     |     |     |
| MF              | 8  | Edwin Sydney Vanspaul |     | 22’ |     |
| MF              | 10 | Dragoș Firțulescu     |     | 76’ |     |
| DF              | 5  | Masih Saighani        |     |     |     |
| GK              | 1  | Karanjit Singh        |     |     |     |
| MF              | 11 | Thoi Singh            |     |     |     |
| MF              | 22 | Deepak Tangri         |     |     |     |
| Allenatore:     |    |                       |     |     |     |
| Owen Coyle      |    |                       |     |     |     |

### Andamento in campionato
| Giornata  | 1  | 2 | 3 | 4 | 5 | 6 | 7 | 8 | 9 | 10 | 11 | 12 | 13 | 14 | 15 | 16 | 17 | 18 |
| --------- | -- | - | - | - | - | - | - | - | - | -- | -- | -- | -- | -- | -- | -- | -- | -- |
| Luogo     | T  | C | T | C | T | C | T | T | T | C  | T  | C  | C  | C  | T  | C  | C  | T  |
| Risultato | P  | V | V | V | N | N | V | P | N | V  | V  | P  | V  | V  | V  | V  | P  | N  |
| Posizione | 10 | 5 | 2 | 1 | 1 | 1 | 1 | 2 | 3 | 2  | 1  | 3  | 1  | 1  | 1  | 1  | 2  | 2  |

Legenda:

Luogo: C = Casa; T = Trasferta. Risultato: V = Vittoria; N = Pareggio; P = Sconfitta.

### Durand Cup
| Calcutta 5 agosto 2019, ore 18:30 UTC+5:30 1ª giornata                         | Indian Navy | 1 – 1 referto         | ATK | Salt Lake Stadium |
| \| \| \| \| \| Harikrishna 19’ (A.g.) \| Marcatori \| 88’ (Rig.) Prabir Das \| |             |                       |     |                   |
|                                                                                |             |                       |     |                   |
| Harikrishna 19’ (A.g.)                                                         | Marcatori   | 88’ (Rig.) Prabir Das |     |                   |

| Calcutta 8 agosto 2019, ore 15:00 UTC+5:30 2ª giornata                                  | Mohun Bagan | 2 – 1 referto      | ATK | Mohun Bagan Ground (18 327 spett.) |
| \| \| \| \| \| Fran Morante 34’ Joseba Beitia 53’ \| Marcatori \| 78’ Ashish Pradhan \| |             |                    |     |                                    |
|                                                                                         |             |                    |     |                                    |
| Fran Morante 34’ Joseba Beitia 53’                                                      | Marcatori   | 78’ Ashish Pradhan |     |                                    |

| Calcutta 16 agosto 2019, ore 18:00 UTC+5:30 3ª giornata  | Mohammedan | 0 – 1 referto          | ATK | Salt Lake Stadium |
| \| \| \| \| \| \| Marcatori \| 2’ William Pauliankhum \| |            |                        |     |                   |
|                                                          |            |                        |     |                   |
|                                                          | Marcatori  | 2’ William Pauliankhum |     |                   |

#### Classifica
|  | Pos. | Squadra     | Pt | G | V | N | P | GF | GS | DR |
|  | ---- | ----------- | -- | - | - | - | - | -- | -- | -- |
|  | 1.   | Mohun Bagan | 9  | 3 | 3 | 0 | 0 | 5  | 1  | 4  |
|  | 2.   | ATK         | 4  | 3 | 1 | 1 | 1 | 3  | 3  | 0  |
|  | 3.   | Mohammedan  | 3  | 3 | 1 | 0 | 2 | 6  | 5  | 1  |
|  | 4.   | Indian Navy | 1  | 3 | 0 | 1 | 2 | 3  | 7  | -4 |